# Bolsa Electronica de Chile
Die Chilenische Elektronische Börse (Bolsa Electronica de Chile (BEC)) ist ein chilenisches Börsentransaktionszentrum, das nach der Santiago Stock Exchange das zweitwichtigste im Andenstaat Chile ist. Ihr derzeitiger Präsident ist Fernando Cañas Berkowitz und ihr General Manager ist Juan Carlos Spencer.

## Geschichte
Die BEC nahm ihren Betrieb im November 1989 auf und war damit die erste Institution in ganz Lateinamerika, die ein elektronisches Echtzeit-Transaktionssystem einführte. Das im Herzen von Santiago ansässige Unternehmen ging Ende 2011 eine strategische Allianz mit der nordamerikanischen Börse NASDAQ ein, die es ihr ermöglichte, die Transaktionssysteme dieser Börse in sein Angebot an Handelssystemen zu integrieren. Dank dessen verfügt die chilenische elektronische Börse derzeit über die schnellste und effizienteste Handelssoftware auf dem chilenischen Aktienmarkt.
Im Mai 2017 unterzeichneten die chilenische elektronische Börse (BEC), die uruguayische elektronische Börse (BEVSA) und der argentinische offene elektronische Markt (MAE), drei regionale Börsenzentren, eine Programmvereinbarung mit dem Ziel, eine Verbindung zwischen diesen Börsenzentren herzustellen. In einer ersten Phase sollte die Verbindung informativ sein, das heißt, die Börsen werden Informationen über ihre Märkte in Echtzeit austauschen, einschließlich des Preises der verschiedenen in diesen Ländern gehandelten Arten sowie des Preises des Dollars und anderer Finanzinstrumente. Das mit dieser Initiative verfolgte ultimative Ziel besteht darin, sicherzustellen, dass verschiedene Finanzinstrumente in Echtzeit und direkt zwischen diesen drei Ländern gehandelt werden können.